# Talk a Good Game
Talk a Good Game é o quarto álbum de estúdio da cantora e compositora norte-americana Kelly Rowland. O seu lançamento ocorreu a 14 de Junho de 2013 em países como Alemanha, Áustria, Suíça, entre outros, sob distribuição da editora discográfica Universal Republic Records. O álbum marca o retorno da cantora às suas raízes de R&B e é um afastamento musical da sonoridade pop e dançante de Here I Am, seu lançamento posterior. No projecto, a cantora trabalhou com um vasto número de produtores musicais, tais como o duo Jimmy Jam and Terry Lewis, Lonny Bereal, Noel "Detail" Fisher, Rico Love, Sean Garrett, Rodney Jerkins, Diane Warren, The Runners. Contudo, nem todo material produzido a partir do trabalho com estes produtores foi incluso no disco.
Foram lançados dois singles para promover a edição do disco. O primeiro, "Kisses Down Low", foi lançado em meados de Fevereiro de 2013. Teve um desempenho moderado nos EUA, onde atingiu a posição 72 na tabela Billboard Hot 100 e recebeu aclamação da crítica especialista. O segundo single, "Dirty Laundry", foi lançado a 21 de Maio de 2013, sendo imediatamente aclamado pela crítica e pelos fãs de Rowland. A fim de promover e antecipar o lançamento de Talk a Good Game, Rowland ingressou na digressão Lights Out Tour com o produtor The-Dream em Maio de 2013.

## Antecedentes e desenvolvimento

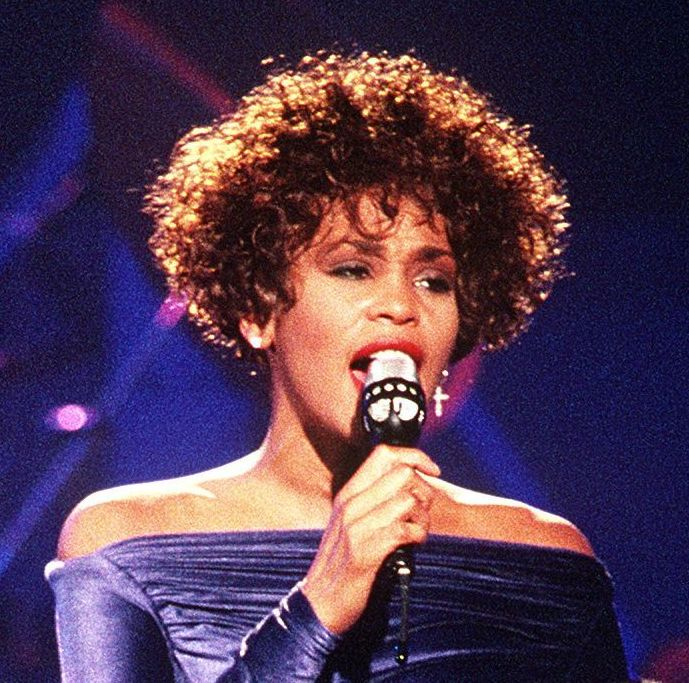
Rowland revelou que uma das suas principais influências no álbum foi a falecida cantora Whitney Houston.

Pouco tempo após o lançamento do terceiro álbum de estúdio de Rowland, Here I Am (2011), foi reportado que ela já estava a trabalhar no seu sucessor. Em Março de 2012, o cantor Lonny Berea], que já fez uma participação com a artista, disse em uma entrevista ao Kempire Radio que o álbum irá ver a cantora a voltar às suas raízes de R&B:
| “ | Ela está a vir muito forte com o R&B. Com certeza, ela irá dar ao público pop o que eles estão à espera. Mas, ela está mesmo a voltar para o R&B com este álbum. O seu trabalho está muito confiante agora. É definitivamente uma nova Kelly Rowland. Ela não me deixou nem sequer inserir o auto-tune na sua voz desta vez. Ela ficou do tipo, 'Não, eu quero as pessoas realmente me percebam'. | ” |

No mês seguinte, Rowland disse à MTV News que o disco teria um tema e que ela esteve a documentar todo o processo de gravação do álbum para que os seus fãs pudessem ver. Durante uma entrevista com a revista Vegas em Junho de 2012, ela descreveu o álbum como uma dedicação às "minhas senhoras". Ela explicou: "Eu quero dizer às mulheres o quão incrível nós somos, como a nossa intuição está tão forte. Às vezes nós não ouvimos-a, mas ela é a coisa que pode realmente nos fazer mais felizes." Rowland citou como inspirações para o disco os falecidos Whitney Houston e Marvin Gaye e o músico Stevie Wonder.
A 10 de Outubro de 2012, a artista anunciou na sua página online oficial que o álbum seria chamado Year of the Woman e escreveu que ele é "uma das minhas melhores obras de trabalho e mal posso esperar para partilhá-la com vocês, malta!" Durante uma entrevista com a revista musical Billboard em Novembro de 2012, Rowland falou sobre o tipo de canções que havia vindo gravado para o álbum, afirmando: "Com as coisas de que estou a falar, eu acho que é provavelmente o mais vulnerável que já estive em uma gravação. E eu apenas queria tocar uma mão de uma mulher, falar com ela, você percebe o que quero dizer? Tipo, está é a minha irmã e eu acho que essa é uma das coisas que eu realmente queria pronunciar neste álbum, é a celebração de uma mulher." Durante uma entrevista nos bastidores da cerimónia dos 55° Grammy Awards, a cantora revelou que trabalhar com tantos produtores inspirou-a a renomear o disco para Talk a Good Game.
O álbum foi originalmente planeado para ser lançado a 3 de Junho de 2013, contudo, durante uma entrevista no programa de rádio The Madd Hatta Morning Show na estação de rádio 97.9 Box FM, Rowland revelou que o lançamento do álbum havia sido adiado para 17 de Junho de 2013 no Reino Unido e um dia depois nos Estados Unidos. Talk a Good Game esteve disponível para encomenda a partir de 21 de Maio de 2013.

## Composição, produção e colaborações
Em Agosto de 2011, o produtor Rico Love revelou à revista Rap-Up: "Enquanto ela está em digressão, eu vou estar a escrever canções para o novo álbum dela. Nós podemos resolver isso e lançar seu novo single no final da primavera. Animado sobre isso." Love também disse que queria continuar a desenvolver um som R&B com Rowland, seguindo o sucesso norte-americano do single "Motivation" (2011), que ele co-escreveu e co-produziu.
| “ | Eu acredito em R&B e acredito que se nós fizermos gravações modernas e não gravações antigas e mantenhamo-lo clássico, eu acho que estaremos bem. | ” |
|   | — Rico Love ao ser entrevistado pela Rap-Up.. |   |

Rowland também esteve a trabalhar com Amber "Se7en" Streeter, Da Internz, Eric Bellinger, Eric Hudson, Kevin Cossom, Lonny Bereal, Nikeshia Briscoe, Redd Stylez, Rock City, Rodney "Darkchild" Jerkins, The Runners e T-Minus. A 23 de Março de 2012, Rowland confirmou através do Twitter que estava a trabalhar com o rapper T-Pain. Sean Garrett revelou em uma entrevista com o Rap-Up a 9 de Maio de 2012 que ele também contribuiu para o álbum. Ele afirmou: "O seu swag é altamente e eu estou muito feliz de vê-la ter o seu momento. Eu irei fazer o que posso para ter a certeza que Kelly acerta." Em Agosto de 2012, a compositora vencedora de Grammys Diane Warren falou do seu envolvimento em Talk A Good Game, afirmando que tinha estado a trabalhar com Rowland "porque Beyoncé disse-lhe para se encontrar comigo". Em Novembro de 2012, Rowland revelou que também estava a trabalhar com o duo Jimmy Jam and Terry Lewis. Falando sobre esta colaboração durante uma entrevista com Keith Caulfield, repórter da revista Billboard, ela disse: "Deixe-me dizer-lhe algo, eles são uma parte da fundação do que eu sou... Porque o seu som foi uma das primeiras coisas que eu me lembro sobre R&B. Tendo estado no estúdio com eles, eu queria beliscar-me." Contudo, foi mais tarde anunciado que as canções que ela gravou com o duo não iriam fazer parte do disco.
Em Fevereiro de 2013, Rowland revelou que tinha gravado mais de 50 canções para o álbum no qual ela estava continuamente a trabalhar para organizar a selecção final. Rowland também trabalhou com The-Dream, Pharrell Williams e Boi-1da. Foi revelado pelo USA Today que o rapper Pusha T também iria fazer uma participação. Em Abril de 2013, a artista revelou ter mais de 70 músicas para escolher, entre uma colaboração com Lil Wayne, o álbum apresenta participações de Wiz Khalifa e um dueto com Williams. Ainda, Rowland reuniu-se com as suas colegas das Destiny's Child — Beyoncé Knowles e Michelle Williams — para uma canção no álbum. Ela esclareceu que isto não era uma reunião da banda mas sim uma música dela com participação de Knowles e Williams.

## Alinhamento de faixas
| Versão padrão  |                                                                 |                                                                                              |                   |         |  |
| N.º            | Título                                                          | Compositor(es)                                                                               | Produtor(es)      | Duração |  |
| 1.             | "Freak"                                                         | Floyd Nathaniel Hills, James Butler, Jr., Marcella Araica                                    | Danja             | 4:34    |  |
| 2.             | "Kisses Down Low"                                               | Kelly Rowland, Michael L. Williams II, Marquel Middlebrooks, Timothy Thomas, Theron Thomas   | Mike Will Made It | 4:14    |  |
| 3.             | "Gone" (com participação de Wiz Khalifa)                        | K. Rowland, Harmony Samuels, Courtney Harrell, Amber Streeter, Cameron Thomaz, Joni Mitchell | M. Samuels        | 4:18    |  |
| 4.             | "Talk a Good Game" (com participação de Kevin Cossom)           | K. Rowland, Kevin Cossom, Tyler Williams                                                     | T-Minus           | 3:23    |  |
| 5.             | "Down On Love"                                                  | K. Rowland, Andrew Harr, K. Cossom, Jermaine Jackson, Jon-David Anderson, David Anderson     | The Runners       | 4:10    |  |
| 6.             | "Dirty Laundry"                                                 | K. Rowland, Terius Nash, Carlos McKinney                                                     | The-Dream         | 5:29    |  |
| 7.             | "You Changed" (com participação de Beyoncé e Michelle Williams) | K. Rowland, M. Samuels, C. Harrell                                                           | M. Samuels        | 3:56    |  |
| 8.             | "I Remember"                                                    | K. Rowland, A. Harr, K. Cossom, J. Jackson, Ben Diehl                                        | The Runners       | 3:41    |  |
| 9.             | "Red Wine"                                                      | K. Rowland, Matthew Samuels, Matthew Burnett, K. Cossom                                      | Boi-1da           | 4:19    |  |
| 10.            | "This is Love"                                                  | K. Rowland, Jeremy McArthur, Myariah "Jane Handcock" Summers, Thabiso Nkhereanye             | J. McArthur       | 3:37    |  |
| 11.            | "Street Life" (com participação de Pusha T)                     | K. Rowland, Pharrell Williams, Terrence Thorton                                              | P. Williams       | 3:44    |  |
| 12.            | "Stand in Front of Me"                                          | K. Rowland, P. Williams                                                                      | P. Williams       | 3:52    |  |
| Duração total: | Duração total:                                                  | Duração total:                                                                               | Duração total:    | 49:44   |  |

| Edição Deluxe  |                                              |                                                 |                   |         |  |
| N.º            | Título                                       | Compositor(es)                                  | Produtor(es)      | Duração |  |
| 13.            | "Sky Walker" (com participação de The-Dream) | K. Rowland, T. Nash, C. McKinney, Jamal Rashid  | The-Dream         | 3:28    |  |
| 14.            | "Put Your Name on It"                        | K. Rowland, M. Samuels, C. Harrell, A. Streeter | Samuels           | 4:43    |  |
| 15.            | "#1"                                         | K. Rowland, M. L. Williams II, M. Middlebrooks  | Mike Will Made It | 4:31    |  |
| Duração total: | Duração total:                               | Duração total:                                  | Duração total:    | 1:02:26 |  |

## Desempenho nas tabelas musicais

### Posições
| Tabela (2013)                           | Melhor posição |
| --------------------------------------- | -------------- |
| Austrália — ARIA Urban Albums Chart     | 16             |
| Bélgica — Ultratop 50 (Flandres)        | 100            |
| Bélgica — Ultratop 40 (Valônia)         | 146            |
| Estados Unidos — Billboard 200          | 4              |
| Estados Unidos — Top R&B/Hip-Hop Albums | 4              |
| Reino Unido — UK Albums Chart           | 80             |
| Reino Unido — UK R&B Chart              | 7              |
| Suíça — Swiss Albums Chart              | 74             |